# Panamericansaurus
Genre
Espèce
Panamericansaurus est un genre éteint de dinosaures sauropodes du sommet du Crétacé supérieur découvert en juin 2003 près de San Patricio del Chañar, en Argentine. Il est très semblable à Aeolosaurus.
L'espèce type, Panamericansaurus schroederi, a été nommée et décrite par Jorge Orlando Calvo et Juan Domingo Porfiri en 2010. Le nom générique fait référence à la compagnie Pan American Energy (en), qui a financé les recherches. Le nom spécifique a été donné en l'honneur de la famille Schroeder, propriétaire des terres où les fossiles ont été retrouvés.
L'holotype, nommé MUCPv-417, a été retrouvé dans les strates allant du Campanien moyen au Maastrichtien inférieur, soit il y a environ entre 80 et 70 Ma (millions d'années). de la formation géologique dite formation d'Allen, dans la province de Neuquén. Il est constitué de cinq vertèbres caudales, une vertèbre sacrée, un humérus gauche, des arcs hémaux et des fragments de côtes. L'humérus fait 123 centimètres de long et le spécimen entier est estimé à environ 11 mètres de long.